# Good Hit
Good Hit är en låt framförd av den amerikanska artisten Jennifer Lopez, inspelad till hennes sjunde studioalbum Love? (2011). Den är en danslåt och poplåt i upptempo som skrevs och producerades av Terius "The-Dream" Nash och C. "Tricky" Stewart. Efter att låten läcktes på internet i augusti 2010 meddelades att den var Lopez första singel att ges ut via hennes nya skivkontrakt med Island Records och huvudsingeln från Love?. "Good Hit" mottog övervägande negativ respons från musikjournalister som kritiserade Lopez för användandet av Auto-Tune och låtens osjälvständighet. Island ställde därför in utgivningen av tog bort låten från skivans preliminära låtlista. I januari 2011 gavs den ut som en marknadsföringssingel och valdes åter med på albumet. I samband med utgivningen av Love? gick "Good Hit" in på plats 193 på Sydkoreas Gaon Chart.
En musikvideo för "Good Hit" regisserades av Alex Moors. En kort sekvens från videon spreds på internet i oktober men plockades snabbt bort för att åter läcka ut under första kvartalet av 2011. I videon spelar Lopez en lärare på en skönhetsskola. Hon slänger med sitt hår och instruerar sina elever i "Fierceology" och "Work It Out 101". I en alternativ version av videon finns ytterligare sekvenser som visar fotograferingen till albumhäftet av Love?. Videon uppmärksammades för sin sexappeal, med Lopez och hennes elever uppklädda i Dolce & Gabbana.

## Inspelning och internetläcka
"Good Hit" skrevs av Terius "The-Dream" Nash och Tricky Stewart. Lopez sång, som arbetades med Auto-Tune, producerades av Kuk Harrell. Sången spelades in av Jim Annunziato, Josh Gudwin och Harrell vid Triangle Sound Studios i Atlanta, Georgia, Record Plant Recording Studios i Los Angeles, Kalifornien och Larrabee Studios i Hollywood, Kalifornien. Brian "B-Luv" Thomas och Pat Thrall arbetade som ljudtekniker på "Good Hit" med ytterligare assistans från Chris "Tek" O'Ryan, Chris Galland och Dustin Capulong. Låten ljudmixades av Jaycen Joshua med assistans från Jesus Garnica vid Larrabee Studios.
I augusti 2010 läckte en kortare version av "Good Hit" på internet. Det meddelades att den var Lopez första singel att ges ut via hennes nya skivkontrakt med Island Records och huvudsingeln från Love?. Efter internetläckan mottog låten överväldigande negativ kritik vilket ledde till att utgivningen av singeln ställdes in och låten plockades bort från den preliminära låtlistan av Love?. I januari 2011 gavs den ut som en marknadsföringssingel och inkluderades i slutändan på albumet som gavs ut i maj 2011.

## Komposition och mottagande
"Good Hit" är en dans och poplåt i upptempo med inslag av R&B som har en speltid på fyra minuter och fyra sekunder.(4:04). Låten har "knyckande beats" som, enligt Billboard, håller kompositionens momentum uppe. Chris Ryan från MTV News beskrev "Good Hit" som en "monstruös" dans och klubblåt där Lopez sjunger om att "partaja med en röst insvept i ett lager av ett illa-omtyckt men ack så populärt sångfilter. Scott Shetler från PopCrush beskrev "Good Hit" som en rapsång.
"Good Hit" mottog övervägande negativ respons från musikjournalister. Poppy Reid från The Music Network kritiserade användandet av auto-tune och låttexten som "man varken förväntar sig eller vill höra från en 41-åring." I en recension av Love? skrev Sal Cinquemani från Slant Magazine att med undantag för "Good Hit" och "Invading My Mind" "skiner Lopez när taktslagen ökar eller stiger över 120." Robert Copsey från Digital Spy beskrev låten som energisk. Genevieve Koski från The A.V. Club var kritisk till låten och skrev: "I [Good Hit] deklarerar hon monotont: 'I got that good hit', trots att hon uppenbarligen inte har det, eller verkar vilja ha det." Scott Shetler från PopCrush ansåg att "Good Hit" lät som om Lopez sjöng en cover av Britney Spears "istället för att göra sin egen grej." Monica Herrera från Billboard höll med om detta och jämförde låten med Spears "Piece of Me" och musik utgiven av rapparen Nicki Minaj.

## Musikvideo
En musikvideo till "Good Hit" regisserades av Alex Moors i oktober 2010. Videon var en av flera samarbeten mellan Nice Shoes, ett New York-baserat företag specialiserat på specialeffekter och Moors, däribland kortfilmen Cherry Bloom. Moors filmade scenerna till videon på plats med två olika kameror. Han ville ha en "konsekvent stil under videons gång" och tillät Nice Shoes att välja en stil som sedan användes i resterande scener, vars enda skillnad var bakgrunderna. Linserna justerades efter hur Lopez rörde sig i varje scen. I videon används en rad "olika redskap för hår-styling". Oribe, som fixade Lopez hår, skapade en "klassisk J.Lo-look; massor av hår, volym och vind". En "teaser" för videon spreds på internet i oktober 2010 men plockades snabbt ner. Musikvideon gavs slutligen ut den 15 januari 2011.
Videon till "Good Hit" börjar med att visa Lopez som håller en pekpinne i sin vänstra hand och ber om sina elevers uppmärksamhet. På två svarta tavlor bakom henne står rubrikerna "Fierceology" och "Work It Out 101". I nästa scen ses Lopez dansa på stolar tillsammans med flera elever med hårtorkar i händerna. I följande sekvenser lär Lopez ut hur man "slänger med sitt hår" för att därefter strutta genom en skolhall. Videon uppmärksammades för sin sexappeal, med Lopez och hennes elever uppklädda i Dolce & Gabbana. En alternativ version läckte på internet i december 2011 och innehöll ytterligare sekvenser. I denna version ses Lopez posera framför en spegel och på en soffa med en telefon i handen. De nya scenerna filmades under Lopez fotografering inför albumhäftet till Love?.

## Medverkande
Information hämtad från studioalbumets skivhäfte.
- Jennifer Lopez – huvudsång, bakgrundssång
- Alli Davis – bakgrundssång
- Brian "B-Luv" Thomas – ljudtekniker
- Pat Thrall – ljudtekniker
- Chris "Tek" O'Ryan – ljudtekniker
- Chris Galland – assisterande ljudtekniker
- Dustin Capulong – assisterande ljudtekniker
- Jaycen Joshua – ljudmixning
- Jesus Garnica – assisterande ljudmixning
- Tricky Stewart – producent, låtskrivare
- Terius "The-Dream" Nash – producent, låtskrivare
- Kuk Harrell – sångproducent
- Jim Annunziato – sångtekniker
- Josh Gudwin – sångtekniker
- Kuk Harrell – sångproducent, sångtekniker

## Topplistor
| Lista (2011)                   | Topposition |
| ------------------------------ | ----------- |
| Sydkorea (Gaon Download Chart) | 193         |